# Microdon japonicus
Microdon japonicus är en tvåvingeart som beskrevs av Kôji Yano 1915. Microdon japonicus ingår i släktet myrblomflugor, och familjen blomflugor. Inga underarter finns listade i Catalogue of Life.